# Fnaslav
Fnaslav (Cladonia squamosa) är en gråvit lav som växer bland mossa på marken, klippor och stubbar. Laven är en busklav med ett uppstående och grenigt växtsätt och kan bli upp till omkring 10 centimeter hög. 
Fnaslaven kan kännas igen på att den till ytstrukturen som dess trivialnamn antyder har ett typiskt fnasigt utseende. Detta kommer sig av att dess podetier (de greniga utskotten på laven) är täckta med tätt sittande små och lite bladliknande bildningar, så kallade fyllokladier. Podetiernas spetsar är sylliknande.
Det är sällan apothecier förekommer hos fnaslav, men när så är fallet är de små och bruna. 
I Sverige är fnaslaven utbredd över hela landet.